# 988 Appella
988 Appella, asteroid glavnog pojasa. Otkrio ga je Benjamin Jekhowsky, 10. studenog 1922

## Vanjske poveznice
- Minor Planet Center